# Amand Gautier
Pour les articles homonymes, voir Armand Gautier et Gautier.
Amand Gautier, né Armand Désiré Gautier le 19 juin 1825 à Lille et mort le 29 janvier 1894 à Paris, est un peintre et lithographe français.

## Biographie
Amand Gautier est d'abord élève de François Souchon à l'école académique de Lille en 1845 où il rencontre Paul Gachet. Puis il devient l'élève de Léon Cogniet à l'École des beaux-arts de Paris. Il fréquente la brasserie Andler, rue Hautefeuille, où il se lie d'amitié avec Henri Murger, Champfleury, Gustave Courbet et la plupart des tenants du courant réaliste français. Durant les années 1850, il expose au Salon des peintures de religieuses qui lui apportent un certain succès et lui vaudront le surnom de « peintre des sœurs de charité »[réf. nécessaire].
Vers 1860, il encourage le jeune Claude Monet qui le désigne comme son maître sur sa carte d'élève. D'abord engagé dans le combat pour le réalisme, il côtoie ensuite les peintres impressionnistes. Il passe alors beaucoup de temps à Honfleur et au Havre en compagnie d'Eugène Boudin, de Johan Barthold Jongkind ou de Carolus-Duran.
Grâce à Paul Gachet, il se rend à Auvers-sur-Oise, où il croise Paul Cézanne et Paul Gauguin, lequel en 1881 lui achète un tableau.
Il a une fille, Marie Gautier, qui fut peintre et graveuse.

## Œuvres
- Lille, palais des Beaux-Arts :
  - La Promenade des sœurs, 1859, huile sur toile ;
  - Surprise au bain, 1874, huile sur toile.
  - Les poisons, huile sur carton
- Montpellier, musée Fabre : Paul Gachet, 1854, huile sur toile.
- Niort, musée Bernard-d'Agesci : Pauvre mère, 1869, huile sur toile, 210 × 168,5 cm.
- Paris, musée Carnavalet : Henri Rochefort à la prison de Mazas, 1871, eau-forte, crayon, lavis d'encre[5].
- Saint-Denis, musée d'Art et d'Histoire : Henri Rochefort à la prison de Mazas, 1871, huile sur toile.
- Toulouse, musée des Augustins : Portrait d'Armand Silvestre, 1884, huile sur toile.

Œuvres d'Amand Gautier
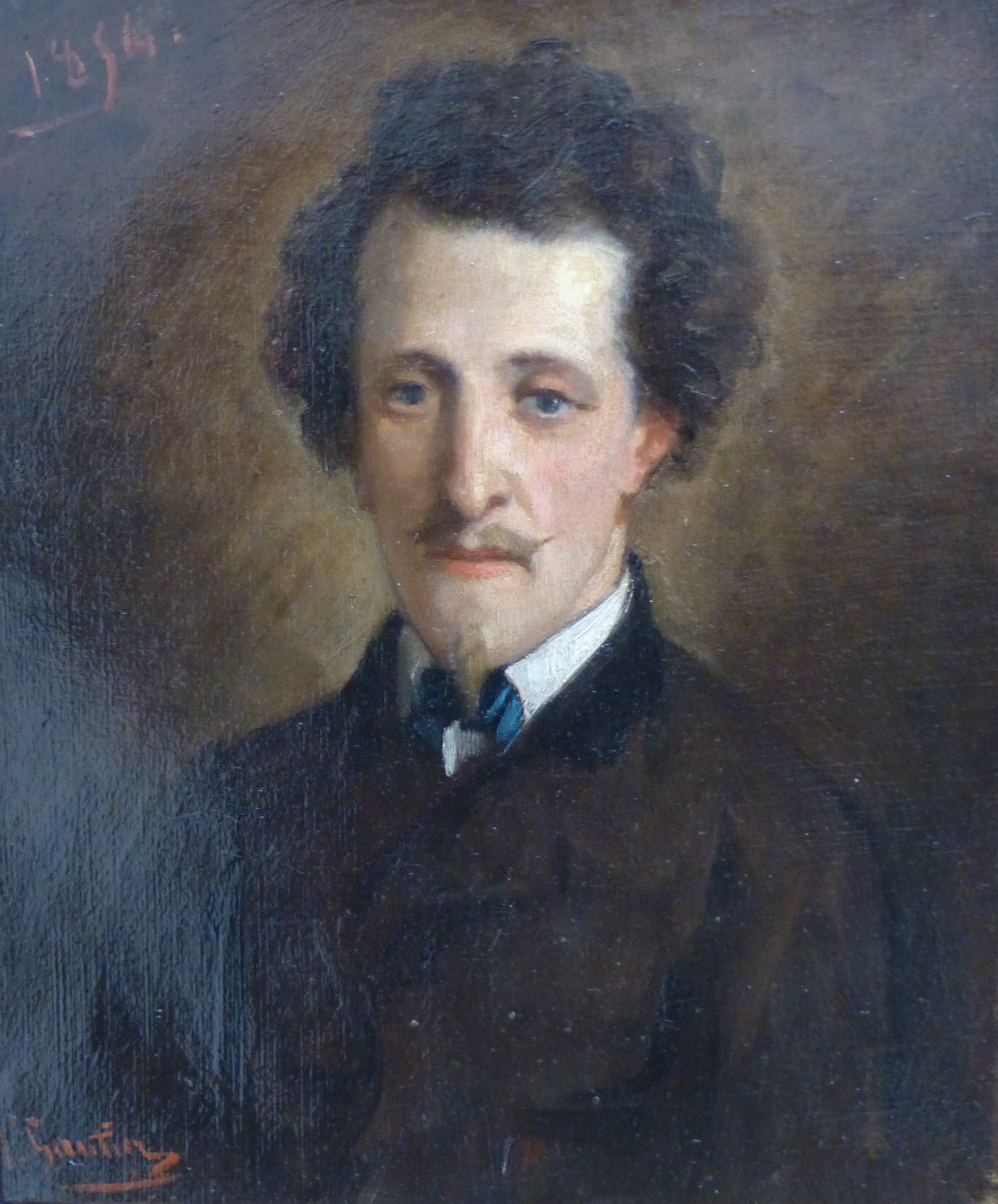
Paul Gachet (1854), Montpellier, musée Fabre.
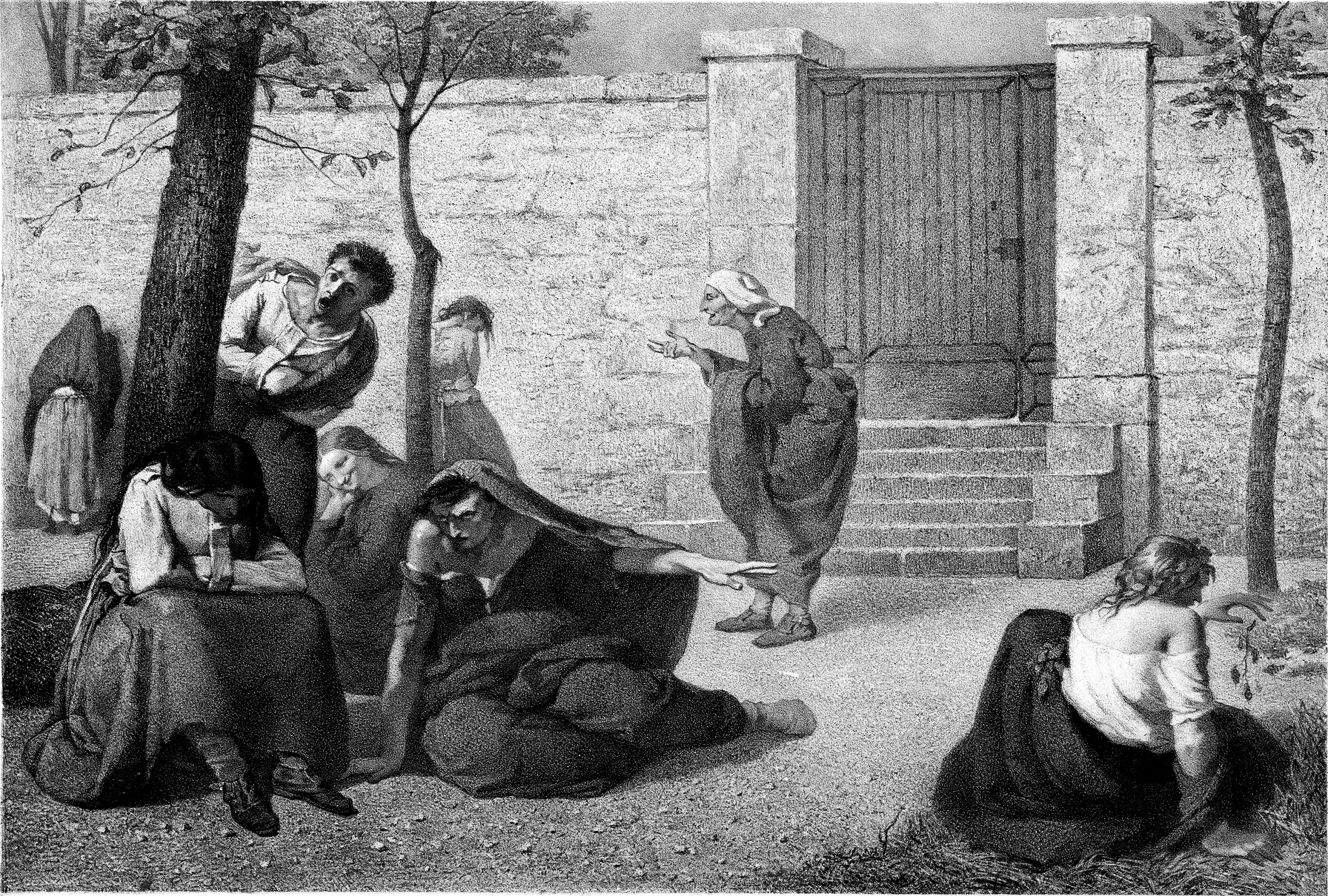
Folles de la Salpétrière (Cour des agitées) (1857), lithographie.
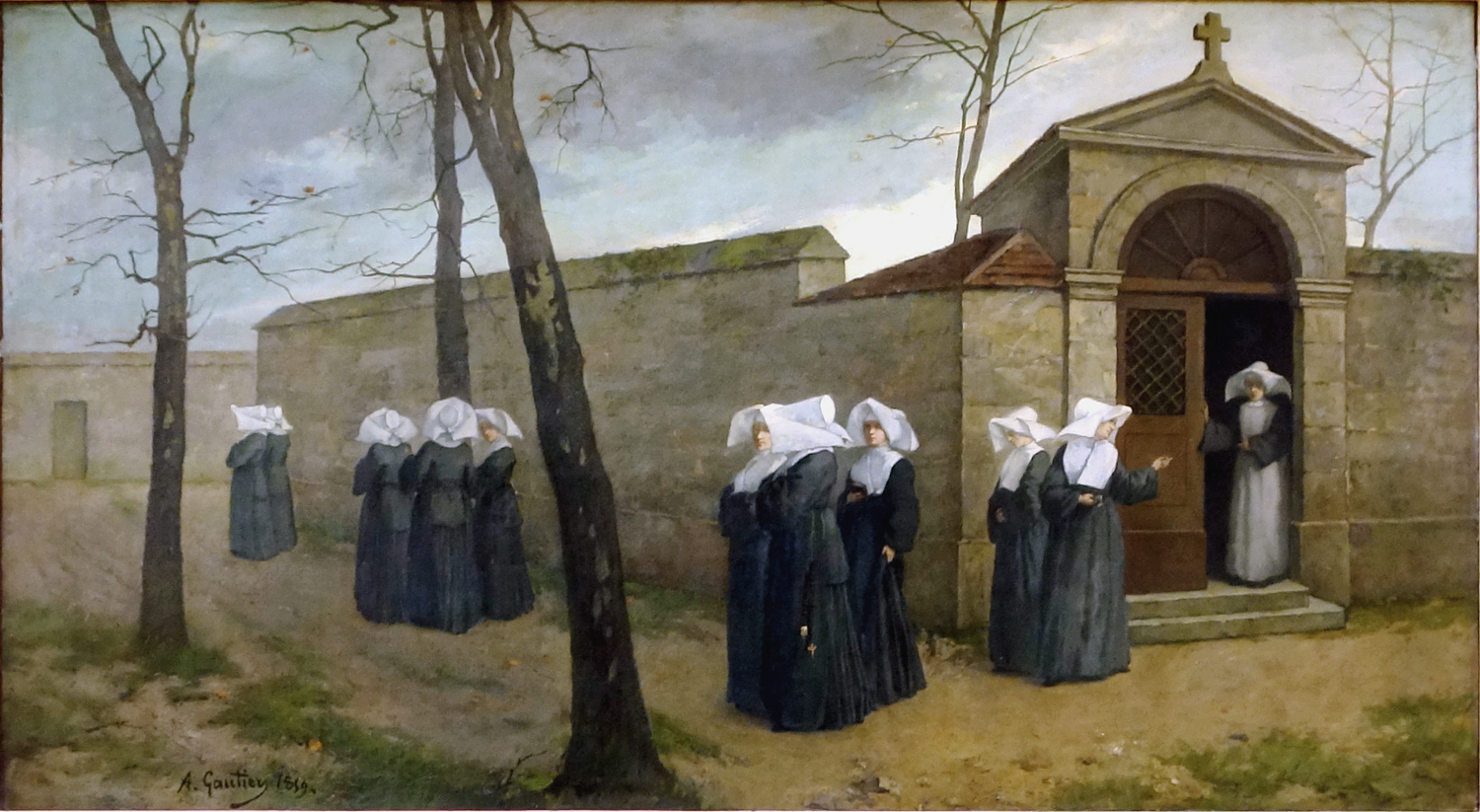
La Promenade des sœurs (1859), palais des Beaux-Arts de Lille.
Les poissons, palais des Beaux-Arts de Lille.
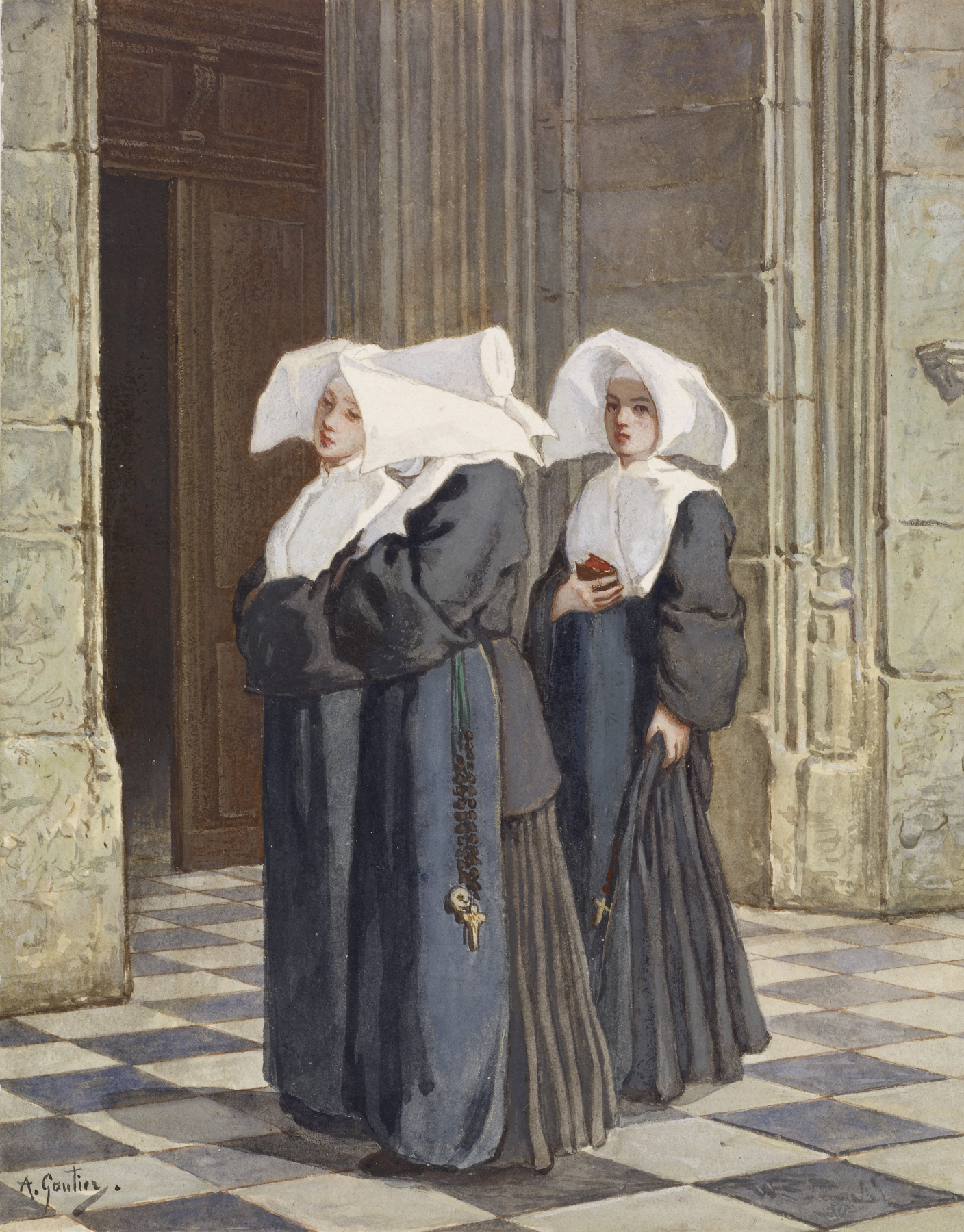
Trois nonnes, Baltimore, Walters Art Museum.
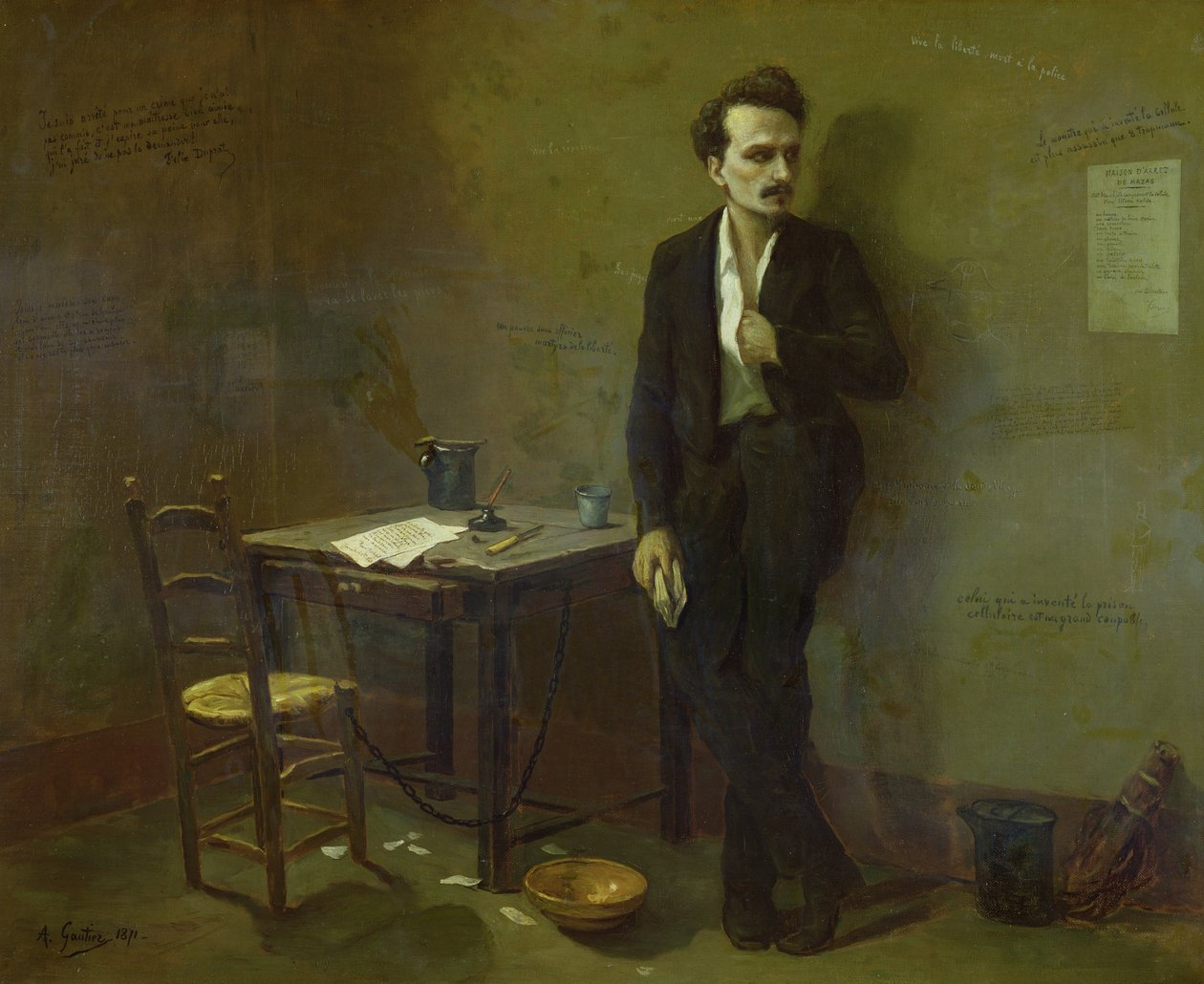
Henri Rochefort à la prison de Mazas (1871), musée d'Art et d'Histoire de Saint-Denis.
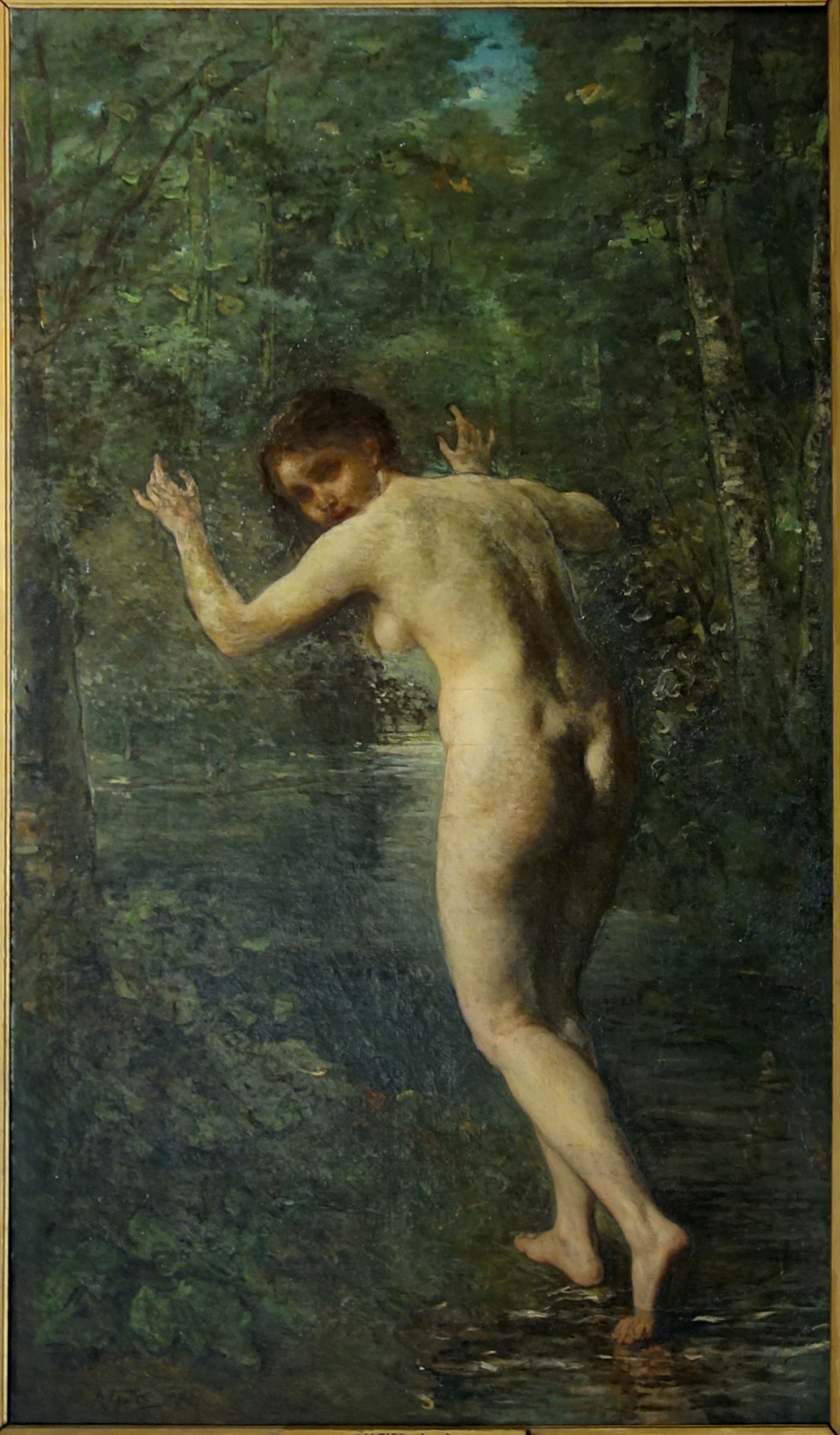
Surprise au bain (1874), palais des Beaux-Arts de Lille.
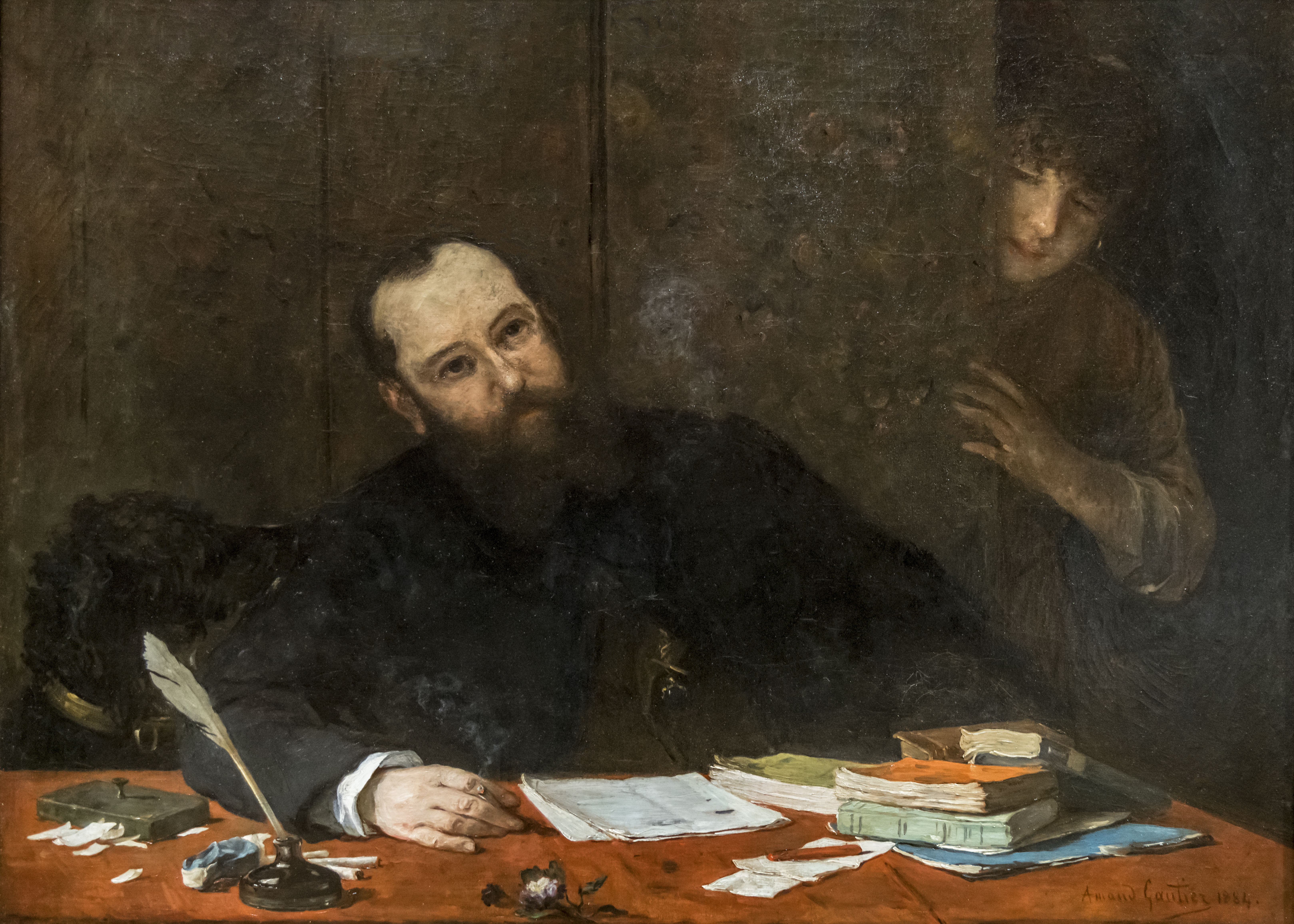
Portrait d'Armand Silvestre (1884), musée des Augustins de Toulouse.